# Lord
Lord (deutsch „Herr“) ist die englische Bezeichnung und Anredeform für Adelige, bestimmte Grundbesitzer, Feudalherren, für den christlichen Gott oder andere hochgestellte Persönlichkeiten.

## Etymologie
Das Wort leitet sich vom altenglischen hláford, auch hlaferd oder hláfweard für „Brotherr, Brothüter“ aus altenglisch hláf „Laib“ und weard, „Hüter, Bewahrer, Wart“ ab. Es bezeichnet ursprünglich das Oberhaupt eines Haushaltes, von dem die anderen Haushaltsangehörigen hinsichtlich des täglichen Broterwerbs abhängig waren.
Die weibliche Variante des Wortes ist Lady.

## Adelstitel
Innerhalb der Peerage of Scotland existiert der Adelsrang eines Lord of Parliament, dieser entspricht dem Baron der anderen britischen Peerages.
Der Begriff des Lord wird auch allgemein als Synonym für Peer verwendet. Entsprechend ist die Bezeichnung des Oberhauses des britischen Parlaments als House of Lords zu verstehen.
Ein Inhaber einer substanziellen Peerswürde kann statt mit seinem Adelsrang als Duke (Herzog), Marquess (Markgraf), Earl (Graf), Viscount („Vizegraf“) oder Baron (Baron) synonym auch als Lord bezeichnet werden. So kann Edward Fitzalan-Howard, 18. Duke of Norfolk auch als „Lord Norfolk“ oder John McCluskey, Baron McCluskey auch als „Lord McCluskey“ bezeichnet werden. Das Gleiche gilt für Personen, die als Heir apparent eines Peers einen nachgeordneten Titel jenes Peers als Höflichkeitstitel führen. Das eventuelle „of“ im Titel wird dabei zur Unterscheidung von feudalen Besitztiteln („Lord of …“, siehe unten) stets weggelassen.
Die mündliche Anrede eines Peers lautet grundsätzlich My Lord oder Your Lordship, lediglich der Duke wird abweichend mit My Grace oder Your Grace angesprochen.
Die Söhne der Dukes und Marquesses sind berechtigt das Höflichkeitsprädikat „Lord“ vor ihrem Vornamen zu führen. So war zum Beispiel John Russell ein Sohn des 6. Duke of Bedford und damit Lord John Russell. Das wäre er (da er nicht der älteste Sohn des Dukes war und den Duketitel nicht geerbt hätte) sein Leben lang geblieben, wenn er nicht später selbst aufgrund seiner Verdienste zum 1. Earl Russell geadelt worden wäre und damit zum Lord Russell wurde.

## Amtstitel
Manchmal ist der Lordstitel mit gewissen Ämtern verbunden. Neben den anglikanischen Bischöfen (Lord spiritual) führen ihn auch die Mitglieder höherer Gerichte in Schottland und zahlreiche Amtsträger (Lord temporal). Bekannt sind unter anderem:
- Lord High Steward (der erste unter den Great Officers of State)
- Lord Chancellor (Lordkanzler, Justizminister und gleichzeitig oberster Richter Englands)
- Lord High Treasurer (Lordschatzmeister)
- First Lord of the Treasury (Erster Lord des Schatzamtes und zugleich Premierminister)
- Lord President of the Council (Vorsitzender des Privy Councils)
- Lord Keeper of the Privy Seal (Lordsiegelbewahrer)
- Lord Great Chamberlain (Oberhofkämmerer der Königin)
- Lord High Constable (Konstabler)
- Lord High Admiral (Lordadmiral)
- First Lord of the Admiralty (Erster Lord der Admiralität)
- Lord Mayor (Oberbürgermeister von London und 12 anderen Städten, wie York oder Dublin)
- Lord Chamberlain of the Household (leitender Beamter des Britischen Hofes)
- Lord Lieutenant (Repräsentant des britischen Monarchen)
- Lord Advocate (Chef-Justitiar der schottischen Exekutive)
- Lord Speaker (Sprecher des britischen Oberhauses)

Bei den Ämtern des Vereinigten Königreichs, die den Titel eines Lords in der Bezeichnung führen, sind die Staatsämter (Great Offices of State) von den Hofämtern zu unterscheiden, ähnlich wie etwa im Heiligen Römischen Reich der Reichserzkämmerer vom Obersthofkämmerer. Die Staatsämter werden heutzutage zum Teil nicht mehr erblich vergeben, sondern nur noch zu hohen Zeremonien (Krönung, Beisetzung) bestimmt. Eine Liste aller echten Lords (peers and peeresses in their own right) findet sich im jährlich erscheinenden Whitakers Almanack.

## Besitztitel
Der Begriff des Lord kann sich auch auf einen Grundbesitzer beziehen, so werden Vermieter allgemein als Landlord bezeichnet.
Der Namenszusatz „Lord of …“ (synonym auch „Baron of …“) ist kein Adelstitel, sondern ein Besitztitel, der den Titelträger als Besitzer eines substanziellen Grundbesitzes (Lord of the Manor) ausweist. Der Besitztitel bezeichnete den Titelträger früher als Inhaber eines entsprechenden königlichen Lehens (feudale Baronie). Substanzieller Grundbesitz war im Königreich England mit dem Stimmrecht zu Wahlen des House of Commons verbunden und war das charakteristische Merkmal des niederen Landadels (Landed Gentry). Bezieht sich der Besitztitel auf Landbesitz in Schottland kann der Titel auch Laird genannt werden. In Irland lautet der Titel auch irisch Tiarna.
Entsprechende Grundbesitzer dürfen den Namenszusatz Lord (of the Manor) of …, Laird of … bzw. Tiarna ... führen, z. B. John Douglass, 14. Laird of Tilquhillie. Dabei steht der Zusatz Tilquhillie für den Grundbesitz, der dem Titelinhaber gehört, hier das Anwesen Tilquhillie Castle. Es kann durchaus sein, dass ein und dieselbe Person mehrere Besitztitel innehat, z. B. John Crichton-Stuart, Laird of St. Kilda & Dumfries.
Ein solcher Besitztitel wird durch Erwerb des entsprechenden vollständigen Grundstücks und Eintragung im jeweiligen Grundbuch (land registry) erlangt. Ein bestimmter Besitztitel kann, ebenso wie bei Peerstiteln, gleichzeitig immer nur einem Inhaber, nämlich dem Eigentümer des jeweiligen vollständigen Anwesens, zustehen. Mehreren Miteigentümern eines einzigen Grundstücks steht ein solcher Titel damit nicht zu.

## Christentum
In der englischen Kirchensprache entspricht die Bezeichnung The Lord dem deutschen „Herr“ für den christlichen Gott: „The Lord’s prayer“ ist das Vaterunser, „The Lord’s supper“ ist das heilige Abendmahl etc.